# Wilhelm Bahlburg
Wilhelm Bahlburg (27 de outubro de 1888 – 17 de fevereiro de 1958) foi um político alemão do Partido Alemão (DP) e ex-membro do Bundestag alemão.

## Vida
De 1949 a 1953 foi membro do Bundestag alemão pelo distrito de Harburg-Soltau. Ele morreu em Buchholz in der Nordheide.

## Literatura
Herbst, Ludolf; Jahn, Bruno (2002).  Vierhaus, ed. Biographisches Handbuch der Mitglieder des Deutschen Bundestages. 1949–2002 (em alemão). München: De Gruyter - De Gruyter Saur. 1715 páginas. ISBN 978-3-11-184511-1